# Sălcuța (gmina)
Sălcuța – gmina w Rumunii, w okręgu Dolj. Obejmuje miejscowości Mârza, Plopșor, Sălcuța i Tencănău. W 2011 roku liczyła 2319 mieszkańców.